# Андрейс Пумпурс
Андрейс Пумпурс (латис. Andrejs Pumpurs; 4 жовтня 1841 хутір Кейран, Ліелюмправа, Ризький повіт, Ліфляндська губернія (нині Бірзгальска волость) — 19 липня 1902, Рига) — латвійський поет, один з яскравих представників «народного романтизму».
Автор епосу «Лачплесис», класичного твору латвійської літератури. Крім «Лачплесиса» написав низку сатиричних віршів.

## Життєпис
Народився в сім'ї селянина. У молодості, в 1867-1872, працював помічником землеміра.
У 1876 Пумпурс поїхав в Москву, вступив в добровольчий полк і брав участь у Російсько-турецькій війні — воював в Сербії. Закінчивши юнкерське училище в Одесі, до кінця життя служив в російській імператорській армії.
Останні роки провів на батьківщині, служачи в чині штабс-капітана, інтендантом в Двінську (Даугавпілсі). Тут померли його дочка і син.
Помер в Ризі і похований на ризькому Великому цвинтарі.

## Пам'ять
- Іменем Пумпурса названі вулиця і сквер в Даугавпілсі.
- На згадку про нього в центрі міста в сквері, що носить його ім'я, встановлено пам'ятник (скульптор Є. Волкова).
- У Лієлварде відкритий музей поета.
- У 1961 була випущена поштова марка, присвячена Пумпура.

Пам'ятники і поштова марка
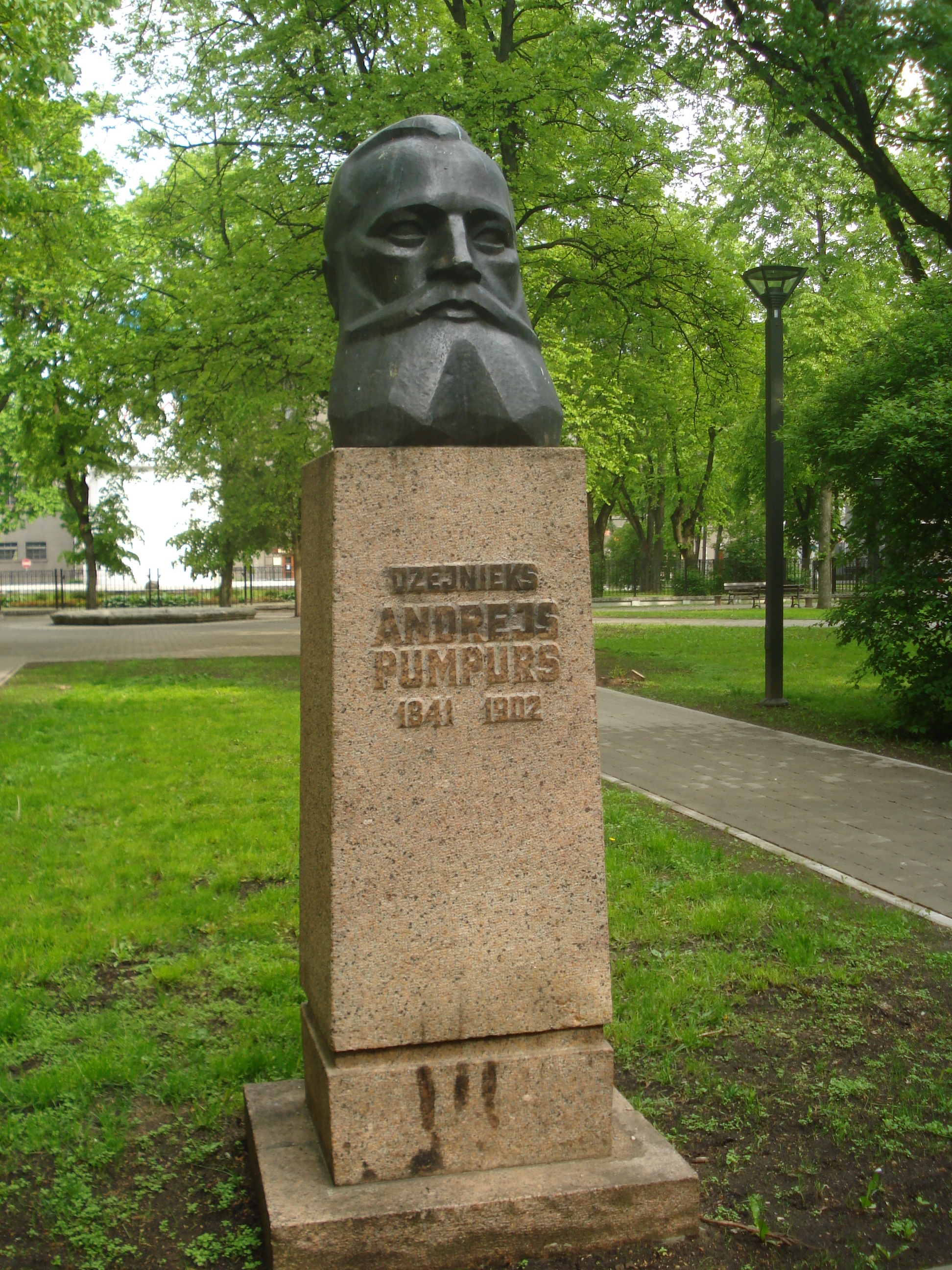
Погруддя в парку Пумпурса (Даугавпилс)
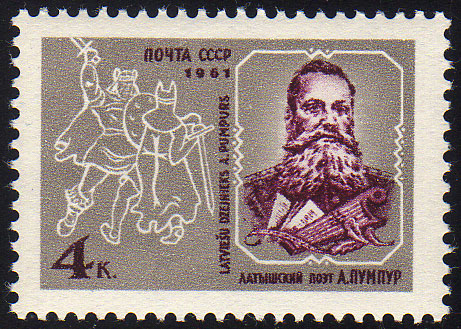
Поштова марка, 1961

## Творчість
У пресі дебютував в 1869. Крім «Лачплесиса», видав збірку віршів «Tēvijā un svešumā» («На батьківщині і на чужині», 1890) і подорожні нариси «No Daugavas līdz Donavai» («Від Даугави до Дунаю»; 1895).

## Твори
- 1888 — «Лачплесис. Латвійський народний герой»- героїчний епос.
- 1890 — «На батьківщині і на чужині» — збірка віршів.